# 京都府立植物園
京都府立植物園位于日本京都府京都市左京区，面积240,000m²。是日本最初早的公立植物園，始建于1924年(大正13年)1月1日。1946年(昭和21年)被联合国军占领后闭园，1961年(昭和36年)4月重新开放。
到2007年, 园内共有120,000株、12,000种植物。温室面积4,612m²，内有25,000株、4,500种植物。

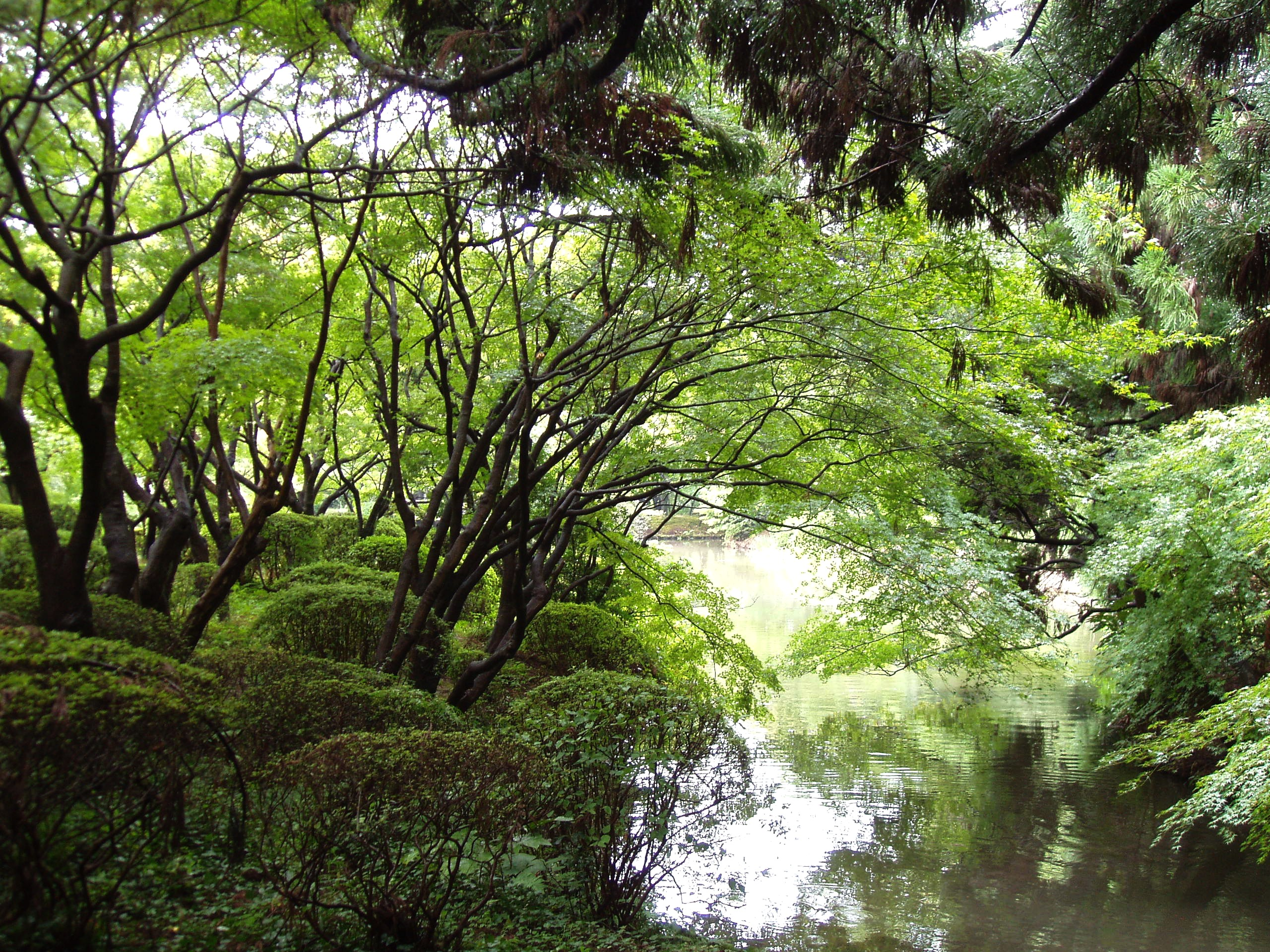
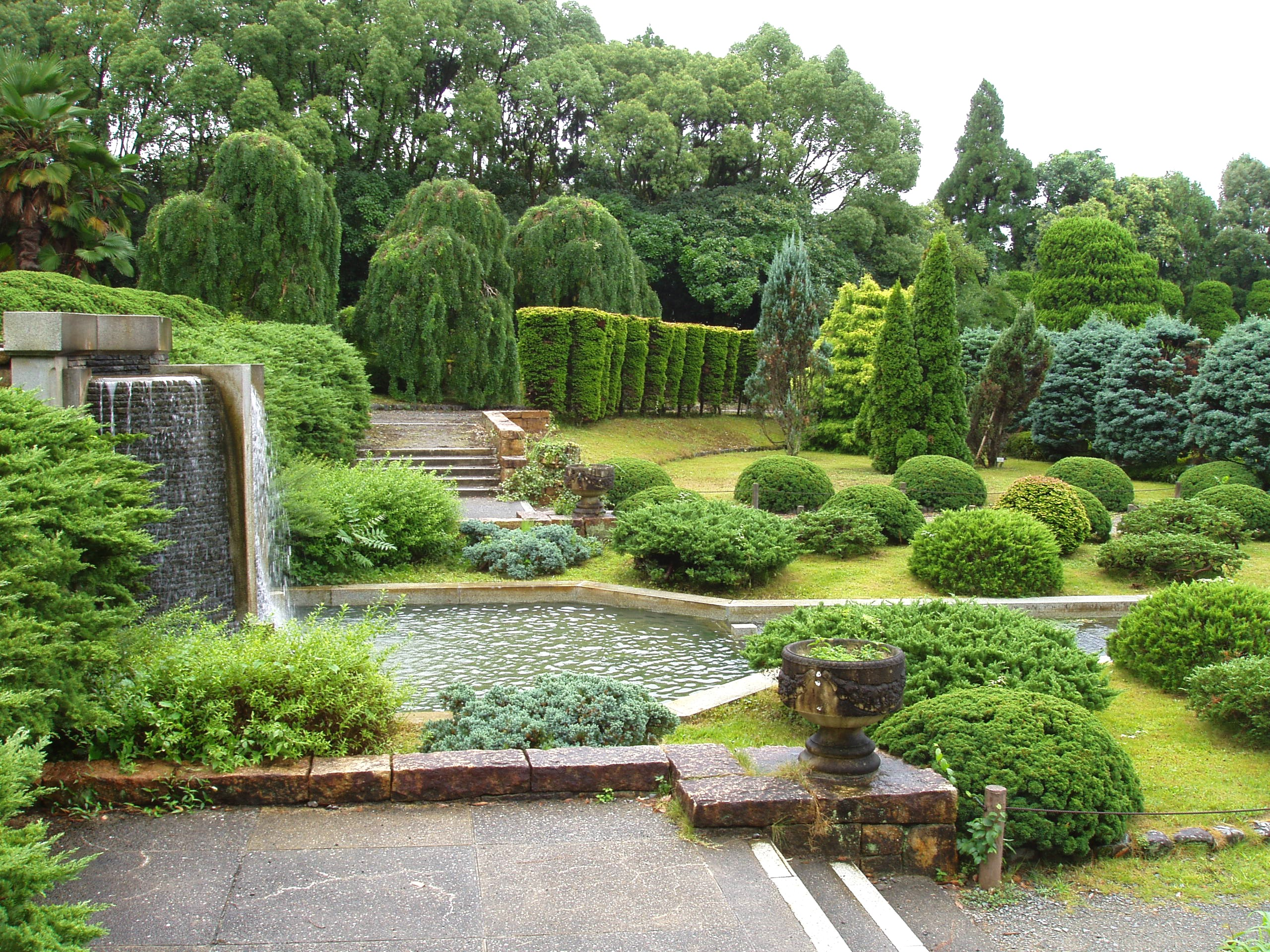
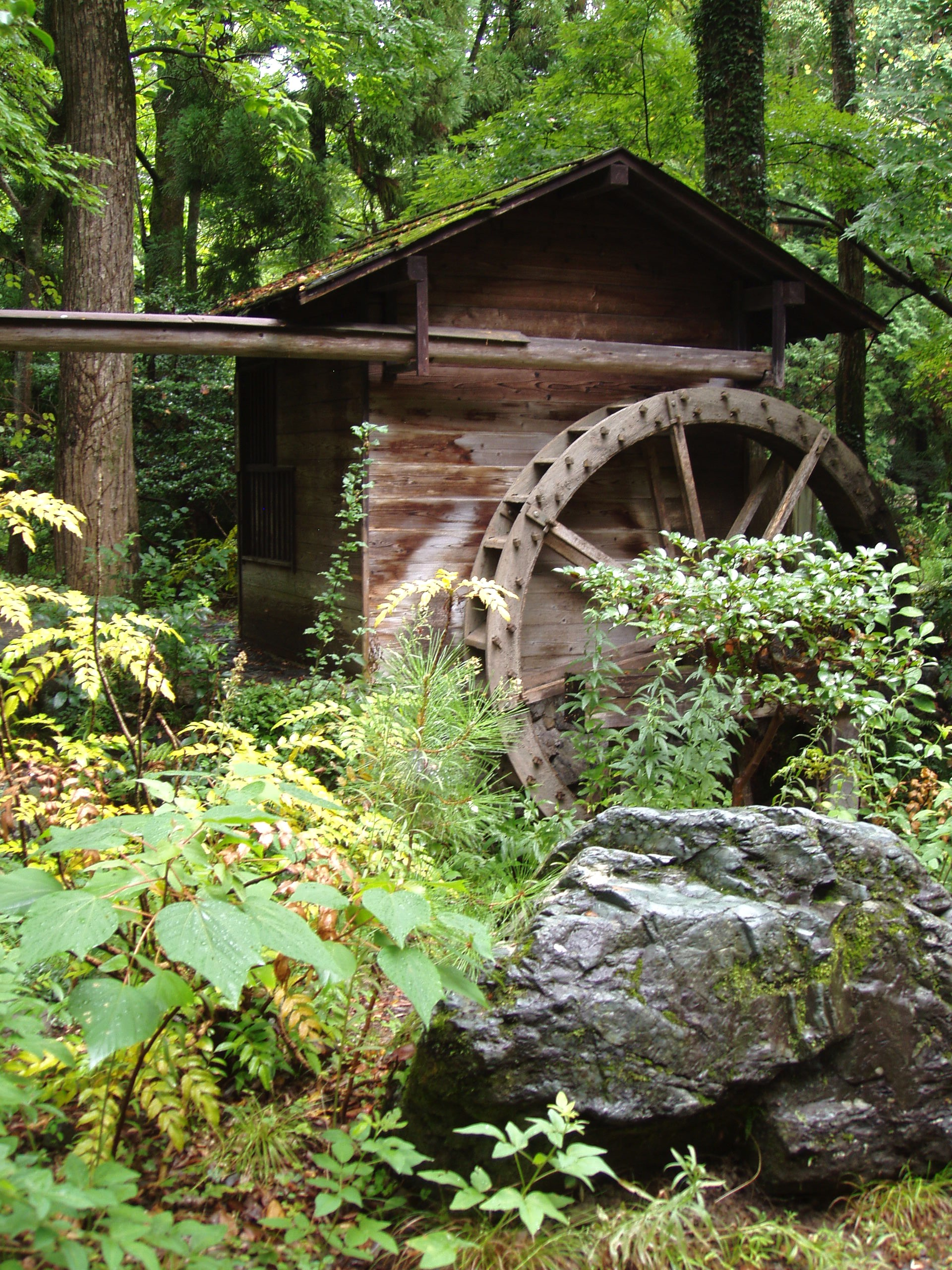
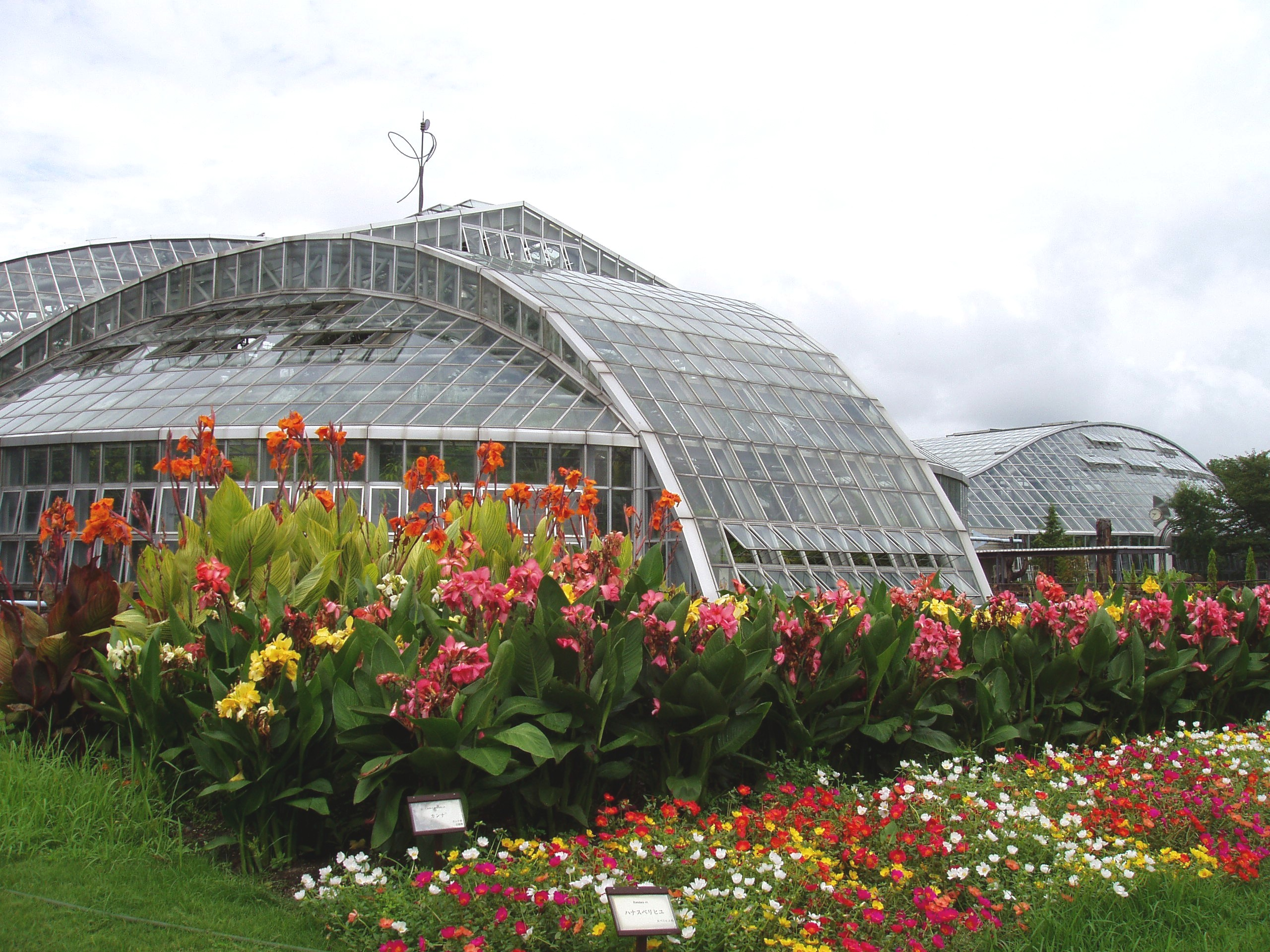
温室
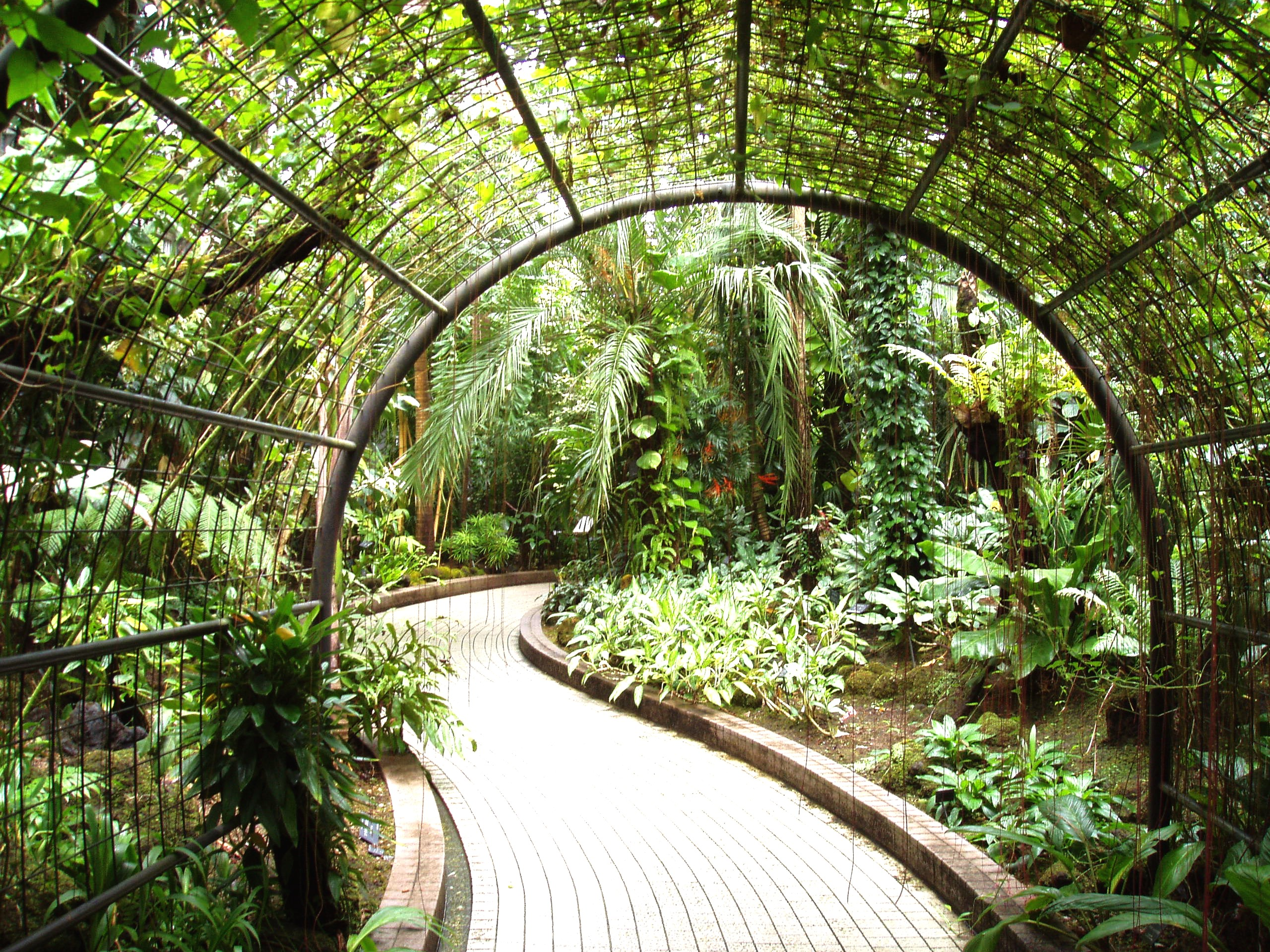
温室内部